# Karstädt (Brandeburgo)
Karstädt è un comune del Brandeburgo, in Germania. Appartiene al circondario del Prignitz.

## Storia
Il 31 dicembre 2001 vennero aggregati al comune di Karstädt i comuni di Blüthen, Dallmin, Groß Warnow, Kribbe, Laaslich, Premslin e Reckenzin.
Nel 2003 vennero aggregati al comune di Karstädt i comuni di Boberow e Nebelin.

## Società

### Evoluzione demografica
- Sviluppo della popolazione dal 1875 entro gli attuali confini (Linea Blu: Popolazione; Linea puntata: Confronto dello sviluppo della popolazione dello Stato del Brandenburgo; Sfondo grigio: Ai tempi del governo nazista; Sfondo rosso: Al tempo del governo comunista)
- Sviluppo recente della popolazione (Linea blu) e previsioni

| Anno | Abitanti |
| ---- | -------- |
| 1875 | 8 338    |
| 1890 | 8 054    |
| 1910 | 8 800    |
| 1925 | 9 172    |
| 1939 | 8 914    |
| 1950 | 13 168   |
| 1964 | 10 125   |

| Anno | Abitanti |
| ---- | -------- |
| 1971 | 10 012   |
| 1981 | 9 480    |
| 1985 | 9 332    |
| 1990 | 9 015    |
| 1995 | 8 395    |
| 2000 | 7 808    |
| 2005 | 7 038    |

| Anno | Abitanti |
| ---- | -------- |
| 2010 | 6 376    |
| 2015 | 5 983    |
| 2016 | 6 013    |
| 2017 | 5 989    |
| 2018 | 5 943    |
| 2019 | 5 967    |
| 2020 | 5 944    |

Fonti dei dati sono nel dettaglio nelle Wikimedia Commons..

## Geografia antropica

### Suddivisioni amministrative
Il territorio comunale si divide in 13 zone (Ortsteil), corrispondenti al centro abitato di Karstädt e a 12 frazioni:
- Karstädt (centro abitato), con le località:
  - Postlin
  - Stavenow
- Blüthen, con le località:
  - Klockow
  - Strehlen
  - Waterloo
- Boberow
- Dallmin
- Garlin, con le località:
  - Bootz
  - Dargardt
  - Sargleben
  - Seetz
- Groß Warnow, con la località:
  - Klein Warnow
- Kribbe, con le località:
  - Karwe
  - Neuhof
  - Wittmoor, dove nel 1933 fu attivo il campo di concentramento di Wittmoor
- Laaslich, con la località:
  - Lenzersilge
- Mankmuß, con le località:
  - Birkholz
  - Mesekow
- Nebelin
- Premslin, con le località:
  - Glövzin
  - Kaltenhof
  - Neu Premslin
- Pröttlin, con le località:
  - Pinnow
  - Zapel
- Reckenzin, con la località:
  - Streesow

## Geografia fisica
Nella località di Streesow, ex comune indipendente, ora frazione di Karstädt, il fiume Tarnitz confluisce nella Löcknitz.